# Kenya (colonia britannica)
La Colonia e Protettorato del Kenya (talora indicata come Colonia del Kenya o Colonia del Chenia) fece parte dell'Impero britannico in Africa dal 1920 al 1963. Venne istituita quando l'ex Protettorato dell'Africa Orientale venne trasformato in una colonia della corona britannica nel 1920. Tecnicamente, la "colonia del Kenya" si riferiva ai territori interni, mentre una fascia costiera di dieci miglia (nominalmente in affitto dal sultano di Zanzibar) era il "Protettorato del Kenya", ma i due vennero controllati come un'unica unità amministrativa. La colonia venne sciolta nel 1963, quando venne eletto per la prima volta un governo di maggioranza nera e alla fine dichiarò l'indipendenza come Kenya.
La Colonia del Kenya venne istituita l'11 giugno 1920, quando i territori dell'ex Protettorato dell'Africa Orientale (eccetto quelle parti di quel Protettorato sulle quali il Sultano di Zanzibar aveva sovranità) vennero annessi dal Regno Unito. Il Protettorato del Kenya venne istituito il 13 agosto 1920, quando i territori dell'ex Protettorato dell'Africa Orientale che non erano stati annessi dalla Gran Bretagna vennero istituiti come protettorato britannico. Il Protettorato del Kenya era governato come parte della Colonia del Kenya in virtù di un accordo tra il Regno Unito ed il Sultano datato 14 dicembre 1895.
In sintesi, la "Colonia Kenya" si riferiva ai territori interni. Il "Protettorato del Kenya" era una fascia costiera di dieci miglia con certe isole che rimasero sotto la sovranità del Sultano di Zanzibar fino all'indipendenza del Kenya.
Sia la Colonia che il Protettorato vennero sciolti il 12 dicembre 1963. Il Regno Unito cedette la sovranità sulla Colonia del Kenya e, nell'ambito di un accordo datato 8 ottobre 1963, il Sultano convenne che simultaneamente con l'indipendenza del Kenya avrebbe cessato di avere sovranità sul Protettorato del Kenya. In questo modo, il Kenya divenne un paese indipendente sotto il Kenya Independence Act 1963, che istituiva il "Dominion del Kenya", con la regina Elisabetta II come capo di stato.  Mzee Jomo Kenyatta fu il primo Primo Ministro.  Esattamente 12 mesi dopo, il 12 dicembre 1964, il Kenya divenne una repubblica sotto il nome di "Repubblica del Kenya".
Mombasa, la città più grande nel 1921, a quel tempo aveva una popolazione di 32.000 abitanti.
Negli anni '20 i nativi si opposero a che le Highlands fossero riservate agli europei, in particolar modo ai veterani di guerra britannici. L'amarezza crebbe tra i nativi e gli europei.
La popolazione nel 1921 era stimata a 2.376.000 abitanti, di cui 9.651 erano europei, 22.822 indiani e 10.102 arabi.